# Demecser
Demecser is een plaats (város) en gemeente in het Hongaarse comitaat Szabolcs-Szatmár-Bereg. Demecser telt 4525 inwoners (2005).